# Les Erskine
Lester „Les“ Erskine (* um 1920; † unbekannt) war ein US-amerikanischer Musiker (Schlagzeug) des Swing, Rhythm & Blues und Mainstream Jazz.

## Leben und Wirken
Erskine spielte ab Mitte der 1940er-Jahre in der New Yorker Jazzszene bei Roy Eldridge, mit dessen Bigband erste Aufnahmen entstanden („I Can’t Get Started“, Decca). 1948/49 arbeitete er mit Bull Moose Jackson und mit dem Sänger Bill Johnson, 1952/53 war er für King Records als Schlagzeuger beschäftigt bei Aufnahmen von R&B-Musikern wie Wynonie Harris („All Night Long“), Sonny Thompson, Eddie Mack, Burnie Peacock, Sarah McLawler, Annisteen Allen, außerdem mit Hank Ballard. In dieser Zeit spielte er außerdem mit Paul Quinichette und Buck Clayton/Marlowe Morris.
Ende 1953 war Erskine Mitglied des Vic Dickenson Septetts mit Ruby Braff, Edmond Hall, Sir Charles Thompson, Steve Jordan und Walter Page („Keepin’ Out of Mischief Now“). Letzte Aufnahmen entstanden noch Anfang 1954 mit Paul Quinichette („Swingin’ the Blues“). Im Bereich des Jazz war er zwischen 1944 und 1954 an 18 Aufnahmesessions beteiligt.